# سوبر ماريو سانشاين
سوبر ماريو سانشاين (بالإنجليزية: Super Mario Sunshine ؛ باليابانية: スーパーマリオサンシャイン، سّوپّا ماريوه سانشيّين) هي لعبة فيديو من نوع القفز على المنصة ثلاثي الأبعاد من تطيور فريق نينتندو للتحليل الترفيه والتطوير وناشر شركة نينتندو على نظام النينتندو جيم كيوب. صدرت اللعبة في اليابان في 19 يوليو، 2002، وصدرت في أمريكا الشمالية في 26 أغسطس، 2002، وصدرت في أوروبا في 4 أكتوبر، 2002. هذه اللعبة هي أول لعبة « سوبر ماريو » ثلاثي الأبعاد من نوع القفز على المنصة منذ إصدار لعبة سوبر ماريو 64 في 1996. يعتبر لعبة سوبر ماريو جلاكسي، والتي صدرت على نظام الوي في 2007، اللعبة التابعة لـسوبر ماريو سانشاين.